# Beemden
Beemden is een buurt in het stadsdeel Gestel van de stad Eindhoven, in de Nederlandse provincie Noord-Brabant. Beemden behoort tot de wijk Oud-Gestel. Op 1 januari 2023 telde de buurt 0 inwoners, verdeeld over 0 woningen, op een oppervlakte van 1,71 km².
De naam Beemden verwijst naar beemd, een graslandperceel in een beekdal. De Dommel stroomt door dit gebied, dat tot 1972 bij Waalre hoorde. Naast heidevlaktes bestaat het gebied voornamelijk uit de High Tech Campus.

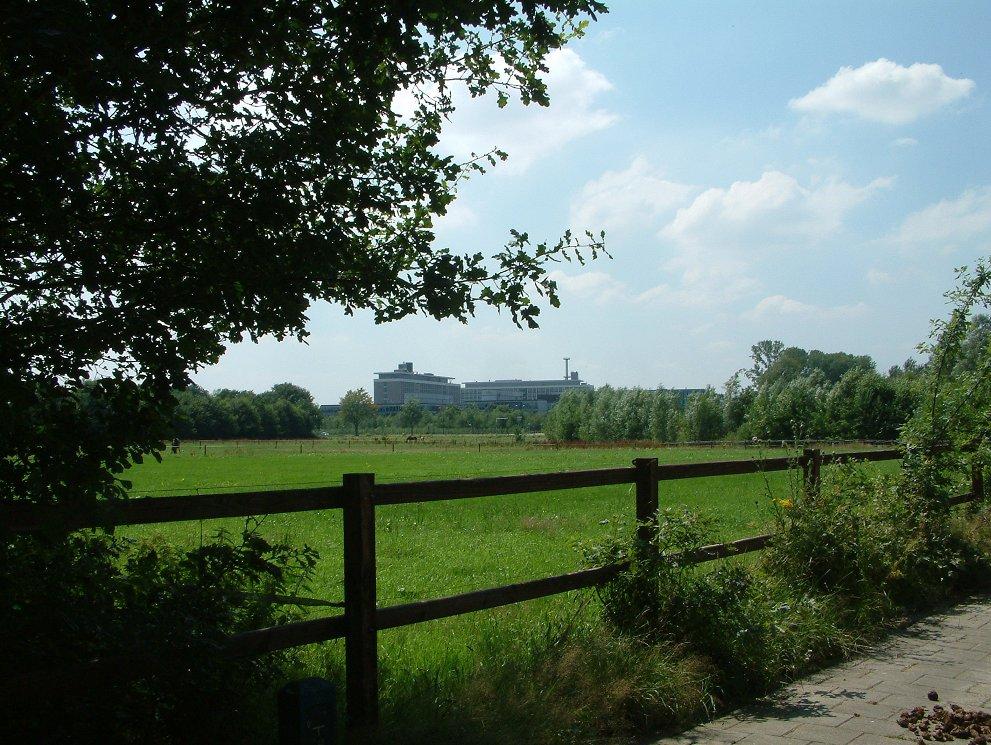
High Tech Campus